# 北短翅蝗莺
，是雀形目蝗莺科的一种鸟类。
本种原名Bradypterus davidi' (La Touche, 1923)，后移入蝗莺属。2022年，为了与其新的分类地位相符，“中国鸟类名录”10.0版将北短翅莺的中文名修改为北短翅蝗莺。

## 特征
北短翅蝗莺体重约10克，翼长约53.2毫米，嘴峰长约12.1毫米，喙宽度约2.4毫米，喙厚度约2.6毫米，跗蹠长约18.5毫米，尾长约43.2毫米。北短翅蝗莺是候鸟，其栖息在半开放的灌木丛中，食性为肉食性，主要食物来源是陆生无脊椎动物。

## 亚种
- ：繁殖于西伯利亚中南部，从阿尔泰以东至西南部的外贝加尔地区；在东南亚越冬，可能在缅甸和泰国。
- ：在俄罗斯东南部（从外贝加尔地区东南部至阿穆尔州西部）和中国东北部繁殖，可能也在中国中部（四川中部、甘肃南部和陕西南部）繁殖；在东南亚越冬，可能在印度支那北部。）。[5]